# Капюрон, Жозеф
Жозеф Капюрон (фр. Joseph Capuron; 1767—1850) — французский врач-акушер.
В 1823 Капюрон избран членом Академии медицины. Из его трудов наиболее известен составленный вместе с Пьером Нистеном медицинский словарь (фр. «Nouveau dictionnaire de médecine, de chirurgie, de pharmacie, des sciences accessoires et de l'art vétérinaire», 1806, к 1865 году выдержал 12 изданий). 
Написал также: «Nova medicinae elementa, ad nosographiae philosophicae normam exarata tyronumque usui accomodata» (1804, 1812), «Aphrodisiographie etc.» (1807), «Cours théorique et pratique d’accouhements» (1811 и сл.), «Traité des maladies des femmes» (1812 и 1817), «Traité des maladies des enfants» (1813 и 1820), «Médecine legale relative a l’art des accouchements» (II. 1821) и др.).